# Plagiorchiida
Die Plagiorchiida sind eine der beiden Ordnungen der digenen Saugwürmer. Die Ordnung beinhaltet eine Vielzahl unterschiedlicher Formen mit stark abweichenden morphologischen Merkmalen, mit sowohl aquatischer als auch terrestrischer Lebensweise und unterschiedlichen Lebenszyklen, so dass eine eindeutige Charakterisierung der Ordnung anhand solcher Merkmale de facto unmöglich ist. Olson und Mitarbeiter schlugen daher 2003 vor, alle Digenea, die nicht in die Ordnung Diplostomida passen, in die Ordnung Plagiorchiida zu klassifizieren.
Auf der Basis von DNA-Analysen werden 13 Unterordnungen und 19 Überfamilien unterschieden:
- Unterordnung Apocreadiata Olson et al., 2003
  - Apocreadioidea Skrjabin, 1942
- Unterordnung Bivesiculata Olson et al., 2003
  - Bivesiculoidea Yamaguti, 1934
- Unterordnung Bucephalata La Rue, 1926
  - Bucephaloidea Poche, 1907
  - Gymnophalloidea Odhner, 1905
- Unterordnung Echinostomata La Rue, 1926
  - Echinostomoidea Looss, 1902
- Unterordnung Haplosplanchnata Olson et al., 2003
  - Haplosplanchnoidea Poche, 1925
- Unterordnung Hemiurata Skrjabin and Guschanskaja, 1954
  - Azygioidea Lühe, 1909
  - Hemiuroidea Looss, 1899
- Unterordnung Heronimata Skrjabin and Schulz, 1937
  - Heronimoidea Ward, 1918
- Unterordnung Lepocreadiata Olson et al., 2003
  - Lepocreadioidea Odhner, 1905
- Unterordnung Monorchiata Olson et al., 2003
  - Monorchioidea Odhner, 1911
- Unterordnung Opisthorchiata La Rue, 1957
  - Opisthorchioidea Braun, 1901
- Unterordnung Pronocephalata Olson et al., 2003
  - Pronocephaloidea Looss, 1899
  - Paramphistomoidea Fischoeder, 1901
- Unterordnung Transversotremata Olson et al., 2003
  - Transversotrematoidea Witenberg, 1944
- Unterordnung Xiphidiata Olson et al., 2003
  - Allocreadioidea Looss, 1902
  - Gorgoderoidea Looss, 1901
  - Microphalloidea Ward, 1901
  - Plagiorchioidea Lühe, 1901

Die am weitesten basal eingeordneten Unterordnungen sind die Bivesiculata, Transversotremata und Hemiurata. Die Superfamilie Heronimoidea enthält nur eine einzige Art: Heronimus chelydrae. Sie ist zudem die einzige Art die ausschließlich bei Landwirbeltieren vorkommt, vor allem bei Süßwasserschildkröten in Nordamerika.